# Die geheimnisvolle Villa
Die geheimnisvolle Villa ist der Titel des 1913 gedrehten ersten Detektivfilms der deutschen Filmreihe Stuart Webbs.

## Handlung
Eine junge Frau wird von einer Gruppe von Gangstern entführt, die sich als Geheimgesellschaft gibt und sich „Das schwarze Dreieck“ nennt. Stuart Webbs wird damit beauftragt, die Entführte zu befreien. Die Spur der Kidnapper führt ihn zu einem Haus, der titelgebenden, geheimnisvollen Villa, die mit reichlich versteckten Fallen wie Falltüren und Fallgruben ausgestattet ist. Nach zahlreichen Zwischenfällen kann Stuart Webbs jedoch die Verbrecher überwältigen und das Mädchen in Sicherheit bringen.

## Produktionsnotizen
Gedreht wurde der erste Stuart-Webbs-Film zum Jahresende 1913 im Berliner Continental-Film-Atelier in der Chausseestraße 123. Dieselbe Firma zeichnete auch für die Produktion verantwortlich. Die geheimnisvolle Villa hat eine Länge von vier Akten auf 1322 Metern, das entspricht einer Spieldauer von ca. 72 Minuten. Nach dem Passieren der Filmzensur am 26. Januar 1914 fand die Uraufführung am 13. März 1914 in den Berliner Kammerlichtspielen am Potsdamer Platz statt. Die Polizei München belegte ihn allerdings mit einem Jugendverbot (Nr. 13604, 13605, 13606, 13607), die Reichsfilmzensur erneut am 1. Juli 1921 (Nr. 2677). Im Mai 1914 wurde der Film unter dem Titel The Black Triangle auch in den USA gezeigt.
Die Filmbauten stammen von Paul Leni. Julius Falkenstein gab hier sein Filmdebüt.

## Kritiken
Die Fachpresse zeigte sich begeistert und sah in dem Werk eine „ohne Übertreibung neue, unendlich vollkommenere Phase auf dem Gebiete gerade des Detektivfilms.“ Mays Regiekollege Arzen von Cserépy lobte dreieinhalb Monate später in derselben Publikation Mays „Regie-Begabung und Mittel, die Harmonie zwischen Handlung, Darstellung und Milieu herzustellen“.

„Dieser Kollege des Sherlock Holmes hat die Aufgabe, die Entführer einer jungen Dame zu finden, und man erlebt die Phasen seines schwierigen Unternehmens von Anfang bis zum Ende, d. h. von dem einzigen vorhandenen Fund, einem Haar, bis zur Fesselung der Täter. Die Hauptrolle spielt der Verfasser des Films, Ernst Reicher, der Sohn Emanuel Reichers, temperamentvoll und mit jener selbstverständlichen Überlegenheit, ohne die man nach der Lektüre zahlloser Kriminalromane sich einen Detektiv nicht mehr vorstellen kann.“